# 에덴 (2013년 영화)
"에덴"은 2013년에 개봉한 대한민국의 영화이다.

## 캐스팅
- 김은서 : 혜미 역
- 강석호 : 호준 역
- 정보름 : 지현 역
- 고수현 : 진우 역
- 정동규 : 식당 주인 역
- 최윤슬 : 초마담 역
- 안상현 : 어린 호준 역
- 곽혜진 : 어린 호준 엄마 역
- 안재완 : 어린 호준 아빠 역
- 송승용 : 종구 역
- 이교엽 : 젊은 강도 역
- 로랜드 마튼 : 승객 역